# Elaeognatha nitescens
Elaeognatha nitescens är en fjärilsart som beskrevs av Druce 1910. Elaeognatha nitescens ingår i släktet Elaeognatha och familjen trågspinnare. Inga underarter finns listade i Catalogue of Life.